# Dirphia arpi
Dirphia arpi är en fjärilsart som beskrevs av William Schaus 1908. Dirphia arpi ingår i släktet Dirphia och familjen påfågelsspinnare. Inga underarter finns listade i Catalogue of Life.